# Gmail
A Gmail a Google ingyenes webmail, POP3 és IMAP e-mail szolgáltatása. 2004-es bevezetésekor az 1 GB-os tárhelyével lényegesen megnövelte az ingyenes webmailekkel kapcsolatos felhasználói elvárásokat. 2012 májusában 10, később 15 GB-ra növelték az ingyenesen elérhető tárhelyet. 
A szolgáltatásra kezdetben csak meghívóval lehetett regisztrálni, de 2007. február 8. óta mindenki számára nyitott.
2009. április 1. óta a Gmail magyar nyelvű kezelőfelületén is elérhető a levelezőprogram 43 kísérleti megoldása (Gmail Labs).

## Jellemzők
A Gmail néhány teljesen új funkciója mellett a klasszikus webes levelező szolgáltatásokat és azok számos továbbfejlesztését tartalmazza.

### Tárhely
A szolgáltatás egyik fő jellemzőjeként több mint 15 gigabyte (sőt, egyre több) tárhelyet nyújt (2013. december 14-én), az eredeti 1 gigabájtos korlátot fölemelve. A változtatást 2005. április 1-jén jelentették be, a Gmail 1. születésnapján. A változtatás bejelentésekor megígérték, hogy a korlátot folyamatosan növelni fogják egészen az elméleti „végtelen gigabájtos” korlátig, és 1 megabájtot adnak felhasználónként – manapság úgy fogalmaznak, hogy addig szándékozzák minden másodpercben növelni a tárterületet, amíg van hely a szervereiken. A Gmail kapacitását kezdetben 3,2 MB/nap sebességgel növelték, majd ez lelassult 145 MB/év (azaz kb. 0,4 MB/nap) növekedésre egészen 2007. október 12-éig, amikor is felgyorsították a számlálót 5,37 MB/napos növekedésre, így 2008 januárjára érték volna el a 6 gigabájtos kapacitást, ez azonban már 2007 decemberében megtörtént.
A fizetős felhasználók számára az ingyenes Gmail tárhelyéhez hozzájöhet még 10 GB-tól egészen 500 GB-ig terjedő érték, ami a Picasa és Gmail szolgáltatás között megoszlik. Ezt a határt 2009 novemberében 16 TB-ig emelték, igaz, évi 4096 dollár (kb. 740 ezer forint) bérleti díj fizetése ellenében. A bővítés kisebb mértékben is lehetséges: plusz 20 GB-ot kaphatunk 5 dollárért (vagyis a korábbi ár nyolcadára csökkent).
Az elküldhető csatolt állományok mérete induláskor 10 MB volt (valójában az állomány MIME-kódolás utáni mérete számít), ám ezt a Google nem tartotta be szigorúan. 2007 májusában a határt 20 MB-ra emelték.

### Böngészőkompatibilitás, felhasználói felület
A Gmail nagymértékben kihasználja a modern böngészők lehetőségeit pl. Ajax-ot, JavaScript-et és a gyorsbillentyűket, így gazdag(abb) felhasználói felületet képes nyújtani, miközben megtartja a webes alkalmazásként futás előnyeit (legfőképpen a bármilyen támogatott webböngészőből való azonnali elérhetőséget). Lehetőség van „egyszerű HTML” (basic HTML) nézet használatára, és így régi böngészőkön is hozzáférhető a felület (nem csak a támogatott Internet Explorer 5.5+, Opera, Mozilla Application Suite, Firefox és Safari böngészőkben).

### Conversation view (beszélgetés nézet)
A Gmail egyik fő újítása a levelek listájának megjelenítésében van, amit a Google Conversation View-nak (beszélgetés nézet) nevez. A legtöbb webes e-mail szolgáltatástól eltérően, a Gmailben azonnal hozzáférhető egy „beszélgetéshez” tartozó összes levél (az eredeti üzenet, a hozzá tartozó válaszok, a viszontválaszok s.í.t.). A Gmail nagyrészt a levél tárgyát használja fel a „beszélgetések” csoportosításához, ami nem tökéletes, gyakran tévesen köt össze leveleket, amiknek nincs közük egymáshoz. Ha pedig egy beszélgetés során megváltozik a levél tárgya, akkor új beszélgetés kezdődik (pedig a References és az In-Reply-To fejlécekből ilyenkor is általában meg lehet határozni, hogy a levél mire válasz). A 150 levélnél hosszabb beszélgetések automatikusan széttördelődnek. A Törlés gomb az egész beszélgetést törli, és kezdetben nem is volt mód egy-egy levél törlésére a beszélgetésből, de ezt javították, a „Levél törlése” („Delete this message”) gomb hozzáadásával.

### Szűrők
Szűrőket lehet alkalmazni a Beérkezett üzenetekre, a beépített keresőhöz hasonló felületen. A felhasználók  rendszerezhetik leveleiket szöveg, feladó, címzett, tárgy és csatolt állomány szerint. További opciók:  archiválni (avagy a Beérkezett üzenetek mappát átugrani), csillagozni, címkét alkalmazni, törölni vagy továbbítani egy megadott e-mail címre.

### Automatikus mentés
A Gmail automatikusan menti az íródó levelet a Piszkozatok mappába bizonyos időközönként, illetve bizonyos mennyiségű billentyűleütés után. Ez igen hasznos lehet, ha a böngésző valami okból leáll, vagy az internetkapcsolat megszakad.

### Gyorsbillentyűk
A Gmailben a felhasználók gyorsbillentyűket is használhatnak navigálásra az egér helyett. Ez az opció alapbeállításként ki van kapcsolva; bővebben a teendők, hogyan aktiváld a gyorsbillentyűket weboldalon lehet erről olvasni.

### Mappák helyett címkék
A Gmail felhasználói az elterjedtebb mappás megoldás helyett címkékkel tudják a leveleiket csoportosítani. A címkék szabadabb mozgást adnak a felhasználóknak, mert egy e-mailt bármennyi címkével el lehet látni, míg a mappás rendszerben egy levél egy mappába kerülhet csak. A címkékhez színek is rendelhetők, egy előre meghatározott palettáról. Szűrőket is lehet használni arra, hogy a levélhez címkét rendeljünk.

### Spamszűrés
A Gmail tartalmaz egy beépített spamszűrőt. A szűrő által kéretlen levélnek minősített e-mailek a Spam mappába kerülnek, ahol 30 nap után automatikusan törlődnek. Ha valaki ennek ellenére spamet talál a beérkezett levelek között, azt egyetlen gombnyomással jelezheti az üzemeltetőknek.

### Józanság ellenőrzése
A levelezőrendszerbe kívánság szerint beépülő MailGoggles az előre megadott időszakban néhány egyszerű matematikafeladattal ellenőrzi az egyes levelek elküldése előtt a felhasználó józanságát, így megelőzhetők a részegen elküldött, másnapra megbánt levelek.

## Nyitottság más rendszerek, levelezőprogramok felé
A Gmail a legtöbb ingyenes webmailnél nyitottabb rendszer, számos olyan szolgáltatást tartalmaz, amit más webmailek csak prémium változatban.
A webes felületen kívül levelezőprogramokon keresztül is lehet használni (POP3 és IMAP felületen). Ilyen módon a leveleket elvileg lehetséges exportálni/importálni a Gmailből és a Gmailbe. A névjegyeket is standard CSV formátumban importálja/exportálja. Lehetőség van a levelek automatikus továbbítására is.
Ezek a funkciók mind elérhetők a hostolt Gmail szolgáltatásban is (tehát amikor a saját domain levelezését a Gmail veszi át).

### POP3
Bár a kezdeti változata még nem támogatta, a Gmail lehetővé teszi a felhasználók számára levelek fogadását POP3 protokollon (SSL-lel titkosítva), illetve küldését SMTP protokollon keresztül. Ehhez a webes felületen engedélyezni kell a POP3-as letöltést.
Lehetőség van arra is, hogy más postafiók leveleit automatikusan POP3 protokollal letöltse a Gmail a saját fiókjába.

### IMAP
2007 októberétől vált elérhetővé (egyelőre az US English nyelvi beállítás alatt) az SSL-lel védett IMAP-protokollal való hozzáférés. (Előtte a prémium mail hosting szolgáltatásban lehetett használni egy speciális céleszközt a levelek migrációjára, ami IMAP alapú volt.) Ennek jelentősége, hogy levelezőprogramból vagy más webmail-szolgáltatásból egyszerűen, a mappastruktúrát megtartva teszi lehetővé a Gmailre való migrációt.
Több IMAP-klienssel együttműködik, beleértve az Outlookot, Thunderbirdöt és az iPhone-t is. Az IMAP-pal kapcsolatban van néhány megoldatlan probléma:
- A Gmail filozófiája címkéken, az IMAP-é mappákon alapul, ezek nem feleltethetők meg egy az egyben. A Gmailben egy levél több címkét is kaphat, ezek az IMAP-ban többször fognak megjelenni, ti. minden címke mappájában egyszer.
- Egyes IMAP-kliensekben az ékezetes mappanevek nem jelennek meg megfelelően.

## Bétateszt
A Gmailhez kezdetben (2004-2007) csak azok férhettek hozzá, akik kaptak meghívót egy másik Gmail-tulajdonostól, a Bloggerről vagy a mobiltelefonjukra, vagy regisztráltak, hogy szeretnék kipróbálni.
Amíg a Gmail nem volt teljesen nyitott mindenki számára, a legtöbb Gmail-tulajdonos addig is küldhetett meghívókat. A meghívók száma a postafiókjukat rendszeresen használóknál 100 (másoknál esetleg 50 vagy 20) volt, és ezek időnként újratermelődtek. Gmail-meghívókat véletlenszerűen is kiosztott a Google a honlapjára látogatóknak, valamint hozzá lehetett jutni mobiltelefonra küldött SMS-üzeneten keresztül (Ausztrália, Indonézia, Malajzia, Szingapúr, Thaiföld, Törökország, Új-Zéland, a Fülöp-szigetek és az USA területén), vagy amerikai oktatási intézmények .edu végű e-mail címén. Sok oldalon lehetett ingyenes Gmail-meghívókat találni, sőt online aukciókon is. A Google mindenesetre[mikor?] megtiltotta a Gmail-címek adásvételét.

## Gmail 2
A Gmail 2-es változata 2007. október 29-én jelent meg először egyes (amerikai angol nyelvi beállítású) felhasználóknál. Az új változatban átdolgozták a Címtárat (Contacts), és a Gyorskapcsolatokat (quick-contacts list) is áttervezték. Az oldal jobb fölső sarkában „Newer Version” hivatkozásra kattintva lehet megkapni az új felhasználói felületet. Jelenleg minden új felhasználó már az új felületet kapja. Jelenleg lehetőség van visszatérni a régi változatra az „Older version” vagy „Régebbi verzió” hivatkozásra kattintva. Az új felületet sebességre is optimalizálták, többek közt azzal, hogy a JavaScript kód előre betölt bizonyos számú e-mailt.

## Kritikák
Sok kritika érte a Gmailt a személyes adatok védelmével kapcsolatban. A legtöbb ilyen kritika a Gmail's Privacy Policy oldal megfogalmazásából származott, mely szerint a Gmail minden e-mailt megőriz „egy ideig” még azután is, hogy törölték azokat, vagy a Gmail-postafiók megszűnt, illetve hogy a Gmail személyes információkat is kiadhat (beleértve az e-mail tényleges szövegét), ha jóhiszeműen feltételezheti, hogy ez a kiadás szükségszerű különböző okokból kifolyólag, az elég ködös „a köz jogainak, tulajdonának vagy biztonságának védelmében”-t beleértve. A szolgáltatási feltételek alapján a Google máig is fenntartja magának a jogot, hogy a felhasználók leveleit másoknak átadja, illetve nyilvánosságra hozza:
- „Ön állandó, visszavonhatatlan (…) licenciát biztosít a Szolgáltatásokon keresztül feladott, elküldött (…) bármilyen Tartalom (…) nyilvánosságra hozatalára, nyilvános lejátszására, nyilvános megjelentetésére és forgalomba hozatalára.” (11.1)
- „Ön tudomásul veszi, hogy ez a licencia feljogosítja a Google-t arra, hogy a Tartalmat olyan vállalatok, szervezetek és magánszemélyek rendelkezésére bocsássa, amelyek részére összekapcsolt szolgáltatásokat nyújt (…).” (11.2)

2006 végén több felhasználónak elvesztek a levelei és a kapcsolatai. A Google szerint ez csupán elszigetelt probléma volt, és dolgoznak a helyreállításán.
A kritikák másik része abból fakad, hogy a Gmailt üzemeltető Google fenntartja magának a jogot akár a teljes levelezés törlésére is:
- „A Google fenntartja magának a jogot (de nem kötelezi magát), hogy bármilyen szolgáltatásban megjelenő bármilyen tartalmat előzetesen megtekintsen, átnézzen, megjelöljön, módosítson, visszautasítson vagy kitöröljön.” (8.3)[21]

A Google 2010 szeptemberében bejelentette, hogy egyszerűsítő céllal újrafogalmazza a privát szférára vonatkozó szabályozását, ami 2010. október 3-án lép hatályba.